# Lucie Décosseová
Lucie Décosse (* 6. srpna 1981 Chaumont, Francie) je bývalá reprezentantka Francie v judu. Po matce má guyanský původ. Je olympijskou vítězkou z roku 2012.

## Sportovní kariéra

### Úspěchy
- olympijská vítězka z roku 2012
- trojnásobná mistryně světa a Evropy
- sedminásobná vítězka pařížského turnaje

### Zajímavosti
- tokui-waza: aši-waza (o-soto-gari, uči-mata, ouči-gari), kučiki-taoši
- úchop: levý
- styl: klasický

S judem se seznámila poprvé v 6 letech na předměstí Paříže. Po několika letech se přestěhovala do rodiště své matky Francouzské Guyany, kde žila až do svých 17 let. Do Francie (Orléans) se vrátila kvůli studiím a zároveň začala opět navštěvovat judistický oddíl. Po několika měsících se stala členkou juniorské reprezentace. Reprezentační jedničkou mezi seniorkami se stala v sezóně 2001. Měla v tomto směru štěstí, protože tehdejší francouzská hvězda polostřední váhy Vandenhendeová měla vážné zdravotní problémy.
V začátcích své kariéry hledala především jistotu na tatami. Po technické stránce šlo o jednu z nejlepších evropských judistech v historii. Její rychlé a elegantní aši-waza jí mohli závidět i muži. V roce 2012 se dočkala poslední velké medaile, olympijského zlata.

### Rivalky
- Ajumi Tanimotová
- Elisabeth Willeboordseová
- Daniela Krukowerová
- Gévrise Émaneová
- Anett Mészárosová
- Edith Boschová
- Claudia Heillová
- I Pok-hui

## Výsledky
| Olympijské hry     |     | —  |     |    |    | 7. |    |    |    | 2. |     |    |    | 1. |    |
| Mistrovství světa  | —   |    | úč. |    | 7. |    | 1. |    | 2. |    | úč. | 1. | 1. |    | 5. |
| Mistrovství Evropy | —   | —  | —   | 1. | 5. | 7. | 3. | 2. | 1. | 1. | 1.  | —  | 3. | —  | —  |
| MS juniorů         |     | 1. |     |    |    |    |    |    |    |    |     |    |    |    |    |
| ME juniorů         | úč. | —  |     |    |    |    |    |    |    |    |     |    |    |    |    |

## Podrobnější výsledky

### Olympijské hry
| Rok      | Kategorie        |  | 1/32                                | 1/16                                  | čtvrtfinále                          | semifinále                    | opravy                    | opravy                                     | o bronz | finále                             |
| -------- | ---------------- |  | ----------------------------------- | ------------------------------------- | ------------------------------------ | ----------------------------- | ------------------------- | ------------------------------------------ | ------- | ---------------------------------- |
| LOH 2004 | polostřední váha |  | výhra - 2:26/isn Sara Álvarezová    | prohra - 6:32/hkg Daniela Krukowerová | —                                    | —                             | výhra - waz/kta I Pok-hui | prohra - 3:39/kks Marie-Hélène Chisholmová | —       | —                                  |
| LOH 2008 | polostřední váha |  | výhra - 2:09/sta+jg Urška Žolnirová | výhra - yuk/ksk Elis Šlezingrová      | výhra - 3:00/uma Anna von Harnierová | výhra - 4:07/(wip) Won Ok-im  | —                         | —                                          | —       | prohra - 1:26/uma Ajumi Tanimotová |
| LOH 2012 | střední váha     |  | volný los                           | výhra - 4:30/ksg Kelita Zupancicová   | výhra - 0:08/uma Yuri Alvearová      | výhra - 6:48/shi Hwang Je-sul | —                         | —                                          | —       | výhra - waz/oug Kerstin Thieleová  |

### Mistrovství světa
| Rok     | Kategorie        |  | 1/64                     | 1/32                     | 1/16                        | čtvrtfinále               | semifinále                | opravy                | opravy                | opravy                 | o bronz             | finále                     |
| ------- | ---------------- |  | ------------------------ | ------------------------ | --------------------------- | ------------------------- | ------------------------- | --------------------- | --------------------- | ---------------------- | ------------------- | -------------------------- |
| MS 2001 | polostřední váha |  | volný los                | prohra I Pok-hui         | —                           | —                         | —                         | —                     | —                     | —                      | —                   | —                          |
| MS 2003 | polostřední váha |  | volný los                | výhra Miriam Ruízová     | prohra Daniela Krukowerová  | —                         | —                         | výhra Urška Žolnirová | výhra Danuše Zdeňková | prohra I Pok-hui       | —                   | —                          |
| MS 2005 | polostřední váha |  | výhra Audrey Puellová    | výhra Urška Žolnirová    | výhra Daniela Krukowerová   | výhra Brigitta Szabóová   | výhra Driulis Gonzálezová | —                     | —                     | —                      | —                   | výhra Ajumi Tanimotová     |
| MS 2007 | polostřední váha |  | volný los                | výhra Kong Ča-jong       | výhra Sü Li-li              | výhra Daniela Krukowerová | výhra Urška Žolnirová     | —                     | —                     | —                      | —                   | prohra Driulis Gonzálezová |
| MS 2009 | střední váha     |  | x                        | výhra Anna Vikingsdottir | prohra Anett Mészárosová    | —                         | —                         | —                     | —                     | —                      | —                   | —                          |
| MS 2010 | střední váha     |  | volný los                | výhra Čang Mej-ling      | výhra Margarita Gurcijevová | výhra Raša Sraková        | výhra Joriko Kuniharaová  | —                     | —                     | —                      | —                   | výhra Anett Mészárosová    |
| MS 2011 | střední váha     |  | výhra Antonia Moreiraová | výhra Linda Bolderová    | výhra Anastasija Gubadovová | výhra Sol Kjong           | výhra Anett Mészárosová   | —                     | —                     | —                      | —                   | výhra Edith Boschová       |
| MS 2013 | střední váha     |  | volný los                | výhra Asma Nyjangová     | výhra Iljana Marzoková      | prohra Yuri Alvearová     | —                         | —                     | —                     | výhra Maria Portelaová | prohra Kim Song-jon | —                          |

### Mistrovství Evropy
| Rok     | Kategorie        |  | 1/32                                    | 1/16                                    | čtvrtfinále                             | semifinále                              | opravy                                  | opravy                                  | opravy                                  | o bronz                                 | finále                                  |
| ------- | ---------------- |  | --------------------------------------- | --------------------------------------- | --------------------------------------- | --------------------------------------- | --------------------------------------- | --------------------------------------- | --------------------------------------- | --------------------------------------- | --------------------------------------- |
| ME 2002 | polostřední váha |  | výhra Laura Martikainenová              | výhra Zsuzsana Bejcziová                | výhra Elsa Nilssonová                   | výhra Julija Kuzinová                   | —                                       | —                                       | —                                       | —                                       | výhra Karen Robertsová                  |
| ME 2003 | polostřední váha |  | výhra Kifayət Qasımovová                | výhra Daniëlle Vriezemaová              | výhra Danuše Zdeňkvá                    | prohra Gella Vandecaveyeová             | —                                       | —                                       | —                                       | prohra Claudia Heillová                 | —                                       |
| ME 2004 | polostřední váha |  | prohra Elisabeth Willeboordseová        | —                                       | —                                       | —                                       | výhra Claudia Heillová                  | výhra Andreia Cavalleriová              | prohra Sarah Clarková                   | —                                       | —                                       |
| ME 2005 | polostřední váha |  | prohra Elisabeth Willeboordseová        | —                                       | —                                       | —                                       | výhra Aneta Szczepańská                 | výhra Irina Gromovová                   | výhra Sarah Clarková                    | výhra Andreia Cavalleriová              | —                                       |
| ME 2006 | polostřední váha |  | volný los                               | výhra Elis Šlezingrová                  | výhra Sara Álvarezová                   | výhra Ylenia Scapinová                  | —                                       | —                                       | —                                       | —                                       | prohra Sarah Clarková                   |
| ME 2007 | polostřední váha |  | volný los                               | výhra Julija Kotovová                   | výhra Ylenia Scapinová                  | výhra Claudia Heillová                  | —                                       | —                                       | —                                       | —                                       | výhra Urška Žolnirová                   |
| ME 2008 | polostřední váha |  | výhra Roberta Pianová                   | výhra Marijana Miškovićová              | výhra Brigitta Szabóová                 | výhra Sarah Clarková                    | —                                       | —                                       | —                                       | —                                       | výhra Claudia Malzahnová                |
| ME 2009 | střední váha     |  | x                                       | výhra Lynn Mossongová                   | výhra Catherine Jacquesová              | výhra Edith Boschová                    | —                                       | —                                       | —                                       | —                                       | výhra Kerstin Thieleová                 |
| ME 2010 | střední váha     |  | nestartovala – Mylène Choletová         | nestartovala – Mylène Choletová         | nestartovala – Mylène Choletová         | nestartovala – Mylène Choletová         | nestartovala – Mylène Choletová         | nestartovala – Mylène Choletová         | nestartovala – Mylène Choletová         | nestartovala – Mylène Choletová         | nestartovala – Mylène Choletová         |
| ME 2011 | střední váha     |  | výhra Gemma Gibbonsová                  | výhra Iljana Marzoková                  | prohra Cecilia Blancová                 | —                                       | —                                       | —                                       | výhra Linda Bolderová                   | výhra Anett Mészárosová                 | —                                       |
| ME 2012 | střední váha     |  | nestartovala – Marie Pasquetová         | nestartovala – Marie Pasquetová         | nestartovala – Marie Pasquetová         | nestartovala – Marie Pasquetová         | nestartovala – Marie Pasquetová         | nestartovala – Marie Pasquetová         | nestartovala – Marie Pasquetová         | nestartovala – Marie Pasquetová         | nestartovala – Marie Pasquetová         |
| ME 2013 | střední váha     |  | nestartovala – Fanny-Estelle Posviteová | nestartovala – Fanny-Estelle Posviteová | nestartovala – Fanny-Estelle Posviteová | nestartovala – Fanny-Estelle Posviteová | nestartovala – Fanny-Estelle Posviteová | nestartovala – Fanny-Estelle Posviteová | nestartovala – Fanny-Estelle Posviteová | nestartovala – Fanny-Estelle Posviteová | nestartovala – Fanny-Estelle Posviteová |